# Проспект Перемоги (Кривий Ріг)
Проспект Перемоги — проспект в Інгулецькому районі міста Кривий Ріг. Розташований в колишньому місті, а нині мікрорайоні-ексклаві Інгулець. Основною окрасою проспекту є світлодінамічний фонтан, пам'ятник Т. Г. Шевченко, паркова скульптура «Солдат з гармошкою» (скульптор О. О. Канібор), галявина казок, пам'ятний знак на честь перемоги над фашизмом, арка на новому проспекті. Починається проспект Перемоги з Будинку культури, який славиться відомими художніми колективами.

## Галерея

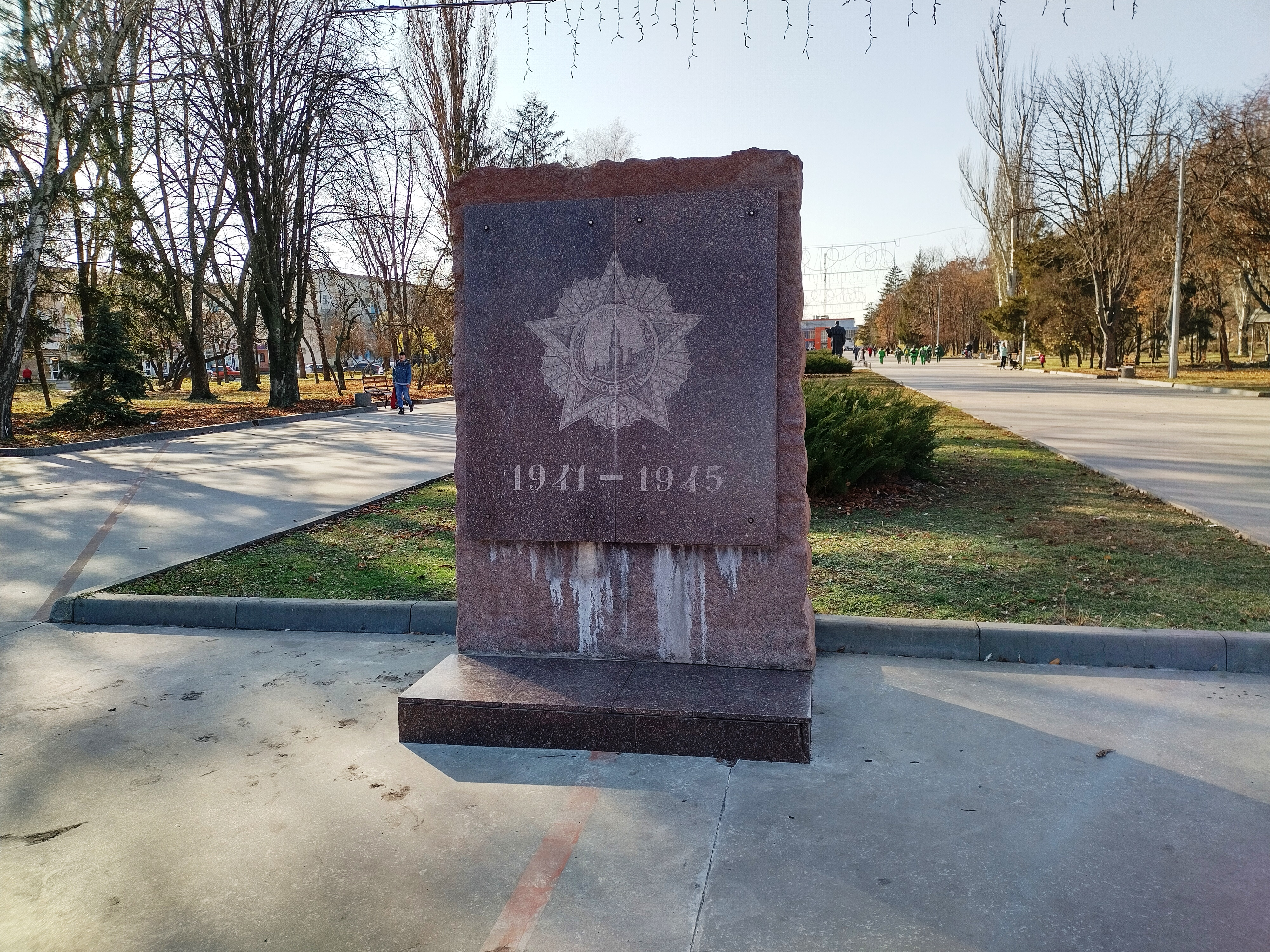
Пам'ятний знак "Орден Перемога"
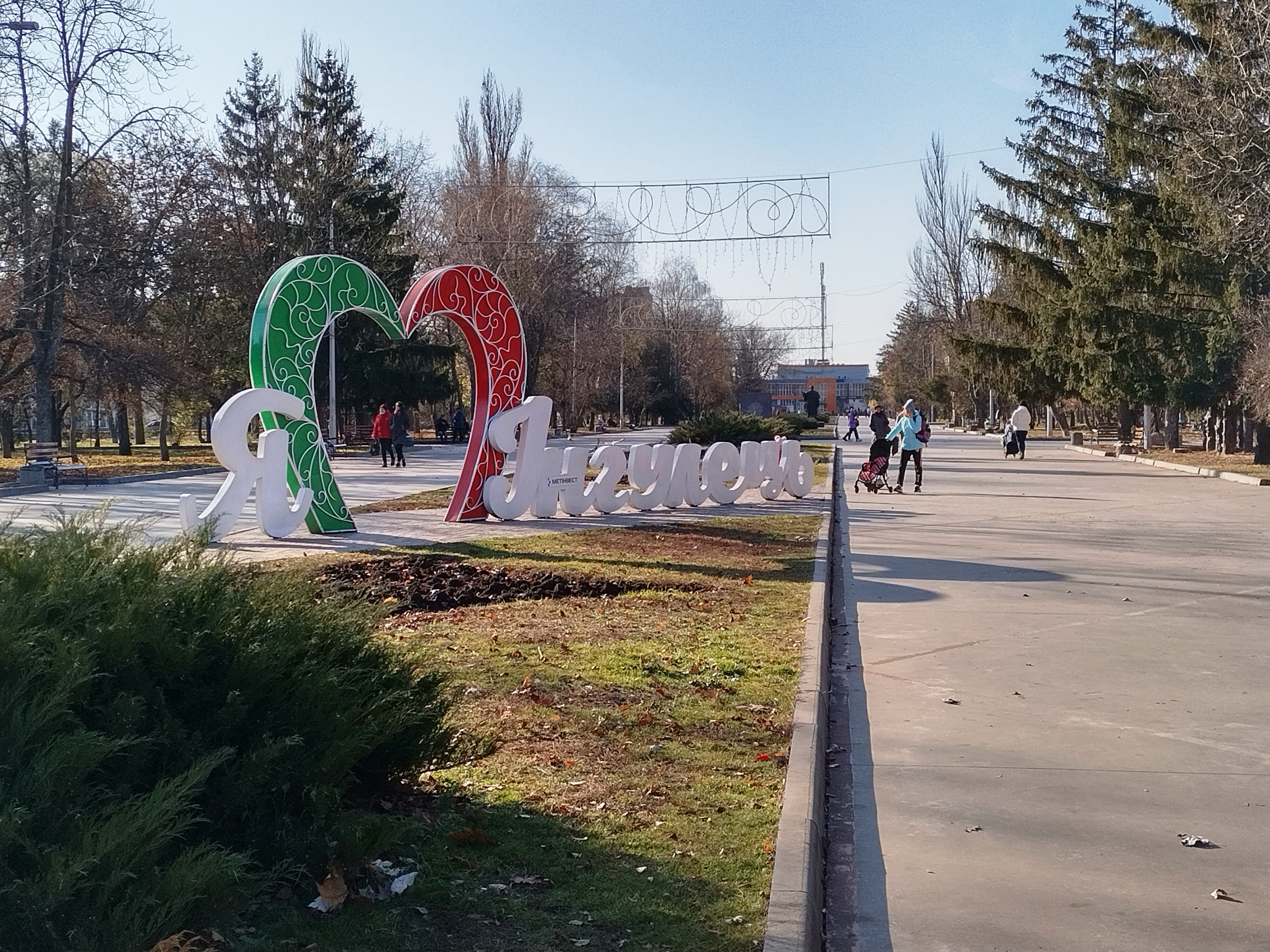
Арт-об'єкт "Я кохаю Інгулець"
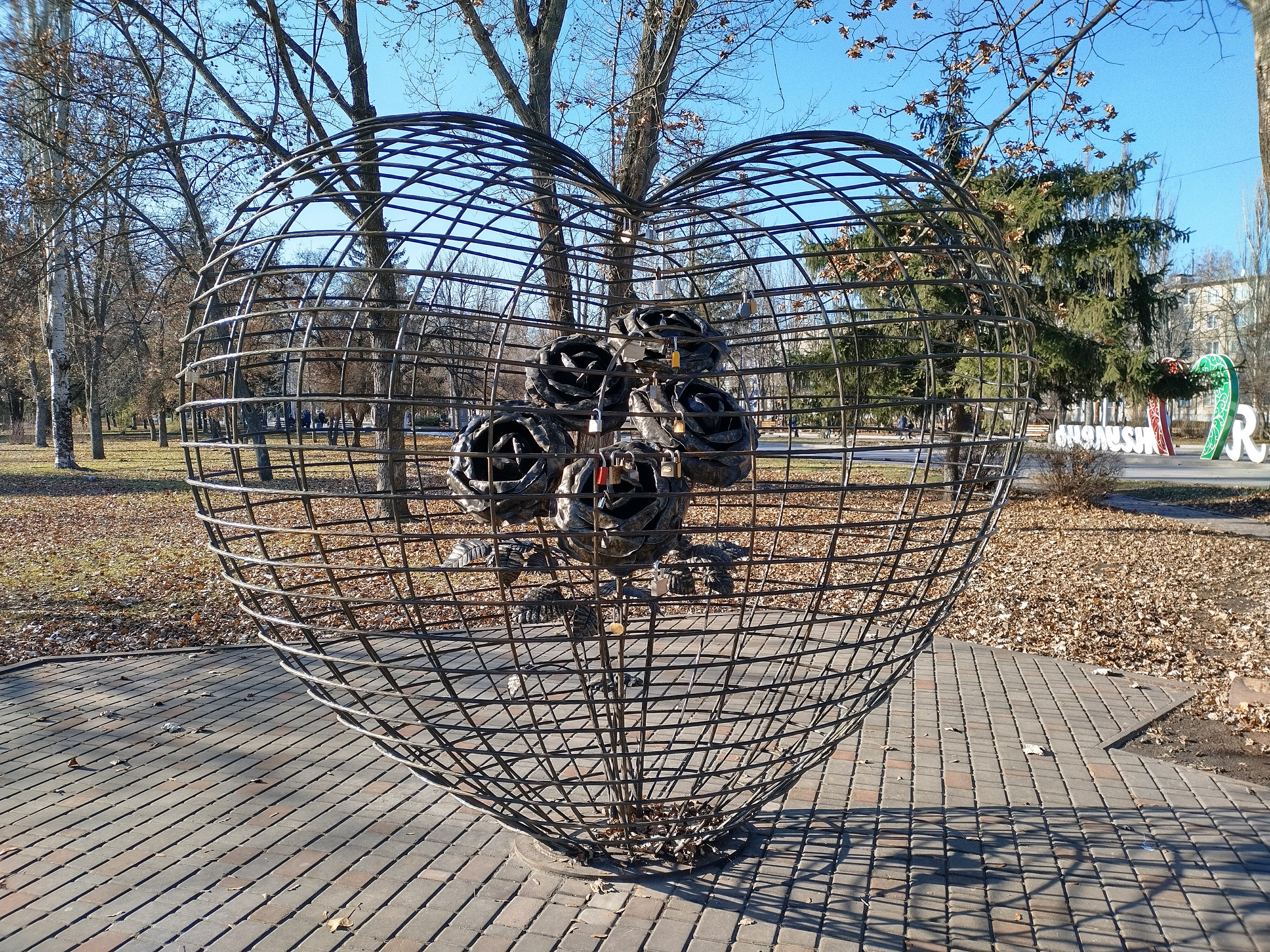
Інсталяція "Серце закоханих"
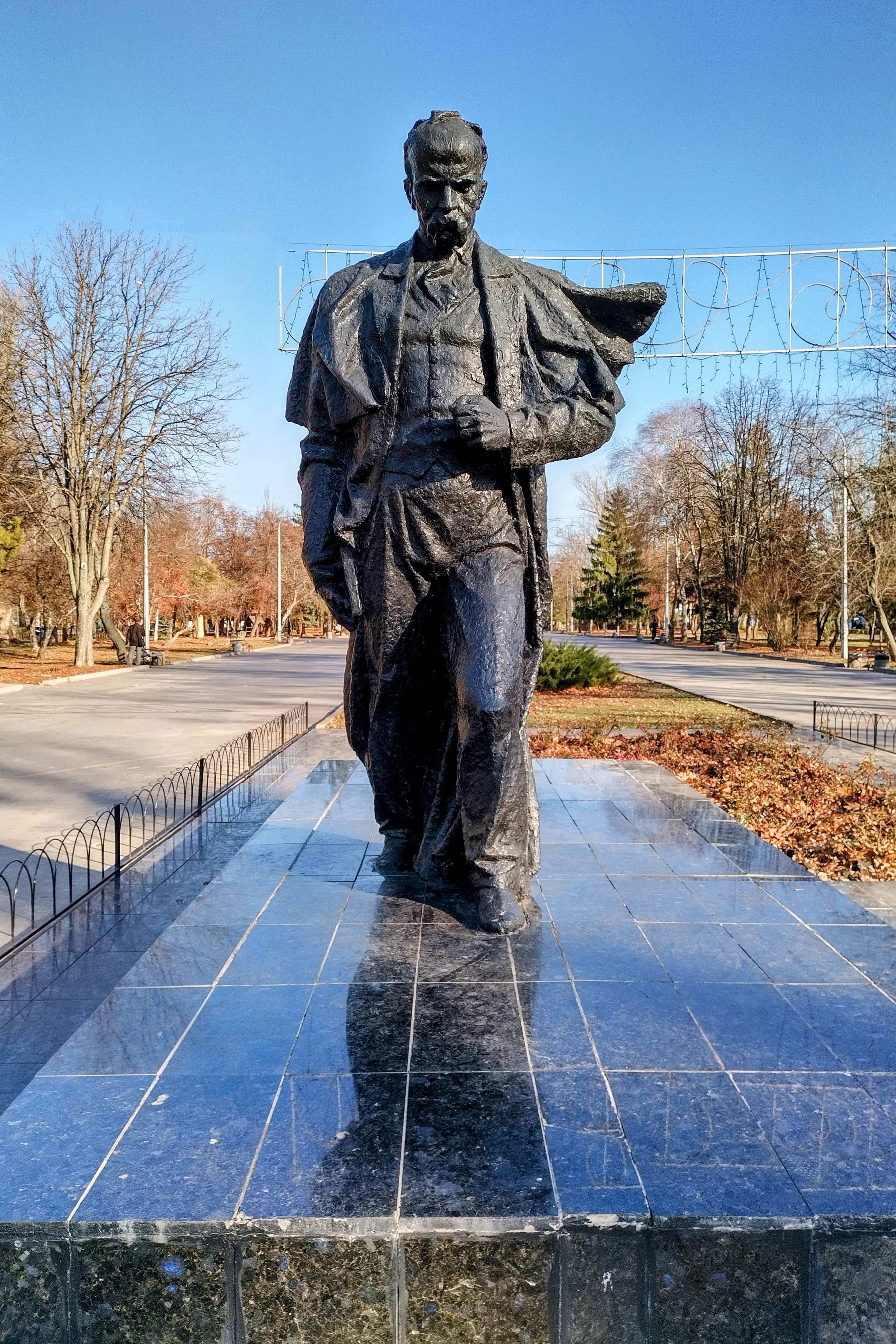
Пам'ятник Тарасу Шевченку